# جون ويندوس
جون ويندوس (ازدهر في سنة 1725) هو سفير إنجليزي أرسل للمغرب الإسماعيلي وكتب رواية مشهورة ومؤثرة عن رحلاته في السلطنة الشريفة في عام 1725.

## مهامه الدبلوماسية
في عام 1720، رافق بعثة دبلوماسية إلى المغرب مع العميد البحري تشارلز ستيوارت الذي مُنح سربا بحريا صغيرا وعُين في منصب وزير مفوض . أبحروا من إنجلترا في 24 سبتمبر 1720 وسافروا إلى تطوان، حيث التقوا بالباشا حامد بن علي بن عبد الله. اتفق الجانبان على معاهدة سلام تم توقيعها في سبتة في يناير 1721، والتي تعهدت بموجبها المغاربة بإيقاف الجهاد البحري وإطلاق سراح الأسرى الإنجليز. ثم سافروا إلى مكناس حيث التقوا بملك المغرب إسماعيل بن الشريف وجددوا بذلك التحالف الإنجليزي المغربي . 

## مؤلفاته
أمضى ويندوس سبعة أشهر على الأقل (إذا كان قد وقع المعاهدة في يناير 1721، فقد كان في البلاد حتى أغسطس، عندما غادر مع القادة والبحارة الإنجليز الأسرى الذين أطلق سراحهم بموجب المعاهدة، وفقًا لكتابه) مسافرًا في المغرب ونقل أحداث سفارته في كتابه رحلة إلى مكناس، مقر إقامة الإمبراطور الحالي فاس ومراكش، بمناسبة سفارة العميد البحري ستيوارت هناك من أجل تحرير الأسرى البريطانيين في عام 1721 ، والذي نُشر في عام 1725. كان هذا الكتاب ثاني كتاب إنجليزي يتناول المغرب، وكان الأكثر شمولاً للحياة والمجتمع والسياسة والبيئة في بلد لم يزوره سوى عدد قليل من المسيحيين في ذلك الوقت. وقد طبع الكتاب طبعات متعددة وأثر على الكتاب اللاحقين، كما قدم سجلاً تاريخياً لا يقدر بثمن حول المغرب في ذلك الوقت.  وقد تُرجم إلى الألمانية في عام 1726 وإلى العربية في عام 1993. 

## روابط خارجية
- الطبعة الأصلية لعام 1725 لكتاب رحلة إلى مكناس